# 鬲山
鬲山（又名“歷山”）是中国华北平原东南部的一座山的古名，具体指哪一座山现今已无从可考，相传今安徽黄山徽州区的鬲山便是古文献中的“歷山”。传说夏朝末期，商汤讨伐夏后履癸桀，在鸣条之战中击败了桀，桀随妻末喜氏一同逃至今安徽省境内的歷山，而后又跑到了南巢（相传今安徽省巢湖市居巢区），而后死去。《淮南子·修务训》的记载稍有不同，说汤“整兵鸣条，困夏南巢，谯以其过，放之歷山”。《荀子·解蔽》记载夏桀商纣二世昏君时道，“ 桀死於鬲山，纣悬於赤旆。”，又有王念孙《读书杂志·荀子七》注释“作鬲山者是也。鬲读与历同。”

## 参阅
- 桀
- 汤
- 鸣条之战